# Cuscuta corymbosa
Cuscuta corymbosa är en vindeväxtart som beskrevs av Jussieu och Georg George Engelmann. Cuscuta corymbosa ingår i släktet snärjor, och familjen vindeväxter. Utöver nominatformen finns också underarten C. c. grandiflora.